# Soy gitano (telenovela)
Soy gitano é uma telenovela argentina produzida pela Pol-ka Producciones e exibida pelo Canal 13 entre 13 de janeiro de 2003 e 2 de fevereiro de 2004.

## Sinopse
Essa é a história dos Heredia e dos Amaya, duas famílias rivais. Há 25 anos, Jano Amaya perdeu o amor da vida, Amparo, que se casou com Lazaro Heredia, seu amigo da infância. O destino ditado por seus pais tinham uma estadia com a mulher de outro, e assim nasceu uma rivalidade assinado pelo ódio e pela vingança. Jano tentou para recuperar Amparo, que ainda estava no amor com Lázaro, mesmo que esse homem estava destinado a sua irmã, Alba.
Amador, um dos irmãos de Lázaro, caiu no amor com Mora Amaya, filha de Jano, que tinha acabado de chegar de Uruguai , onde viveu com sua mãe depois que ela abandone Jano e foi excluído o clã desonrosa. Amor e Amador Mora foi impedido pelo ódio de suas famílias e pelo aparecimento de Josemi, o outro irmão Lázaro, que também caiu no amor com Mora. Amador decidiu a desistir desse amor, enquanto Isa, a filha de Alba, caiu sob o feitiço de Heredia e caiu no amor com ele.
Maite era a irmã mais nova de Heredia. Seu pai queria que ela se casasse com um cigano ricos; ela não podia recusar, mas manteve um romance secreto com o Menino, o menor de Amaya.
O Amador não querem ir sob o comando de seu irmão mais velho, que se tornou o chefe da família após a morte de seu pai. Ele enfrenta Lázaro e decide abrir um lugar sagrado: o estágio de seu pai, um site que depois de sua morte foi fechado para sempre e que todos os irmãos jurou nunca para abrir novamente. Quando o juramento é violada, a harmonia familiar é quebrado.

## Elenco
- Osvaldo Laport como Amador Heredia.
- Arnaldo Andre como Lázaro Jesús Heredia.
- Juan Darthés como José Miguel "Josemi" Heredia.
- Julieta Díaz como Mora Amaya.
- Romina Gaetani como Isabel Salvatori-Heredia.
- Valentina Bassi como Luz Reyes.
- Betiana Blum como Alba Ester Soto.
- Malena Solda como Maite Heredia.
- Antonio Grimau como Jano Amaya.
- Luisina Brando como Amparo Jorgelina Soto.
- Joaquín Furriel como Rafael "El Niño" Amaya.
- Maximiliano Ghione como Silverio Soto.
- Luis Ziembrowski como Sacho.
- Toti Ciliberto como Walter Marcelo "Tomate" Barraza.
- Eugenia Guerty como Vanina Judith Trunsky.
- Juan Palomino como Ángel Jesús Amaya.
- Humberto Serrano como Humberto Salvatori.

### Participações especiais
- Lucía Galán como Amparo Lombardo
- Laura Azcurra como María Emilia Calleja.
- Antonio Ugo como Gaitan.
- Ernesto Claudio como Enzo.
- Julia Calvo como Concepción.
- Carolina Valverde como Macarena.
- Duilio Orso como Pastor.
- Oscar Alegre como Jordán.
- Roberto Vallejos como Julián Ibáñez `El Príncipe`.
- Mario Labarden como don Tali.
- Paula Siero como Rosa Ramos.
- Silvia Kalfaian como Nuria.
- Roberto Carnaghi como don Vittorio Malvestitti.
- Juan Gil Navarro como Segundo Soto.
- Ramiro Blas como  Pepito.
- Graciela Stéfani como Gavilana.
- Oscar Núñez  como Cristóbal.
- Roly Serrano como Antonio.
- Andres Tiengo como Calleja.